# Lerkanidypina
Lerkanidypina (łac. lercanidipinum) – wielofunkcyjny organiczny związek chemiczny z grupy pirydyn, stosowana jako lek o działaniu blokującym wolne kanały wapniowe w leczeniu nadciśnienia tętniczego. Jest związkiem chiralnym, produkt farmaceutyczny jest mieszaniną racemiczną obu enancjomerów.

## Mechanizm działania
Lerkanidypina jest antagonistą kanału wapniowego działającym na wolne kanały wapniowe, którego maksymalne stężenie w osoczu następuje po 1,2–3,5 godzinach od podania.

## Zastosowanie
- nadciśnienie tętnicze łagodne lub umiarkowane[4]

W 2016 roku lerkanidypina była dopuszczona do obrotu w Polsce w preparatach prostych oraz złożonych z enalaprylem.

## Działania niepożądane
Lerkanidypina może powodować następujące działania niepożądane, występujące ≥1/1000 (bardzo często, często i niezbyt często):
- kołatanie serca
- tachykardia
- uczucie uderzenia gorąca
- obrzęki obwodowe